# Saint-Laurent-des-Bois (Eure)
Saint-Laurent-des-Bois es una localidad y comuna francesa situada en la región de Alta Normandía, departamento de Eure, en el distrito de Évreux y cantón de Saint-André-de-l'Eure.

## Geografía
La comuna se encuentra en el sur del departamento, 15 km al norte de Dreux (Eure y Loir). El bosque de Roseux la separa del río Eure, que discurre 5 km al este de la población. La principal vía de comunicación es la carretera D52, que la comunica por un lado con Marcilly-sur-Eure y por otro con Saint-André-de-l'Eure, chef-lieu del cantón.

## Demografía
| 220 | 206 | 210 | 195 | 187 | 183 | 176 | 153 | 133 | 140 | 118 | 110 | 102 | 102 | 93 | 101 | 100 | 86 | 74 | 79 | 65 | 83 | 79 | 92 | 68 | 63 | 56 | 58 | 73 | 102 | 184 | 171 |
| Para los censos de 1962 a 1999 la población legal corresponde a la población sin duplicidades (Fuente: INSEE [Consultar]) |     |     |     |     |     |     |     |     |     |     |     |     |     |    |     |     |    |    |    |    |    |    |    |    |    |    |    |    |     |     |     |

## Administración

### Entidades supramunicipales
La comuna no forma parte de ninguna communauté de communes. Sin embargo y para atender la prestación de ciertos servicios, pertenece a los siguientes sindicatos de comunas:
- Syndicat d'eau et d'assainissement de la Paquetterie
- Syndicat de voirie du canton de Saint André de l'Eure
- Syndicat du CEG de Saint-André-de-l'Eure
- Syndicat de l'électricité et du gaz de l'Eure (SIEGE)
- Syndicat intercommunal des ordures ménagères (SIDOM)

### Riesgos
Presencia de cuevas en el subsuelo .